# فایر هیون، نیوجرسی
فایر هیون (به انگلیسی: Fair Haven) شهری در ایالت نیوجرسی کشور ایالات متحده آمریکا است که جمعیت آن در سرشماری سال ۲۰۱۰ میلادی، ۶٬۱۲۱ نفر بوده‌است.